# Pierre Monteux
Pierre Monteux (París, 4 de abril de 1875 - Hancock, Maine, 1 de julio de 1964) fue un director de orquesta francés, posteriormente naturalizado estadounidense. Saltó a la fama cuando, para la compañía Ballets Russes de Sergei Diaghilev entre 1911 y 1914, dirigió los estrenos mundiales de La consagración de la primavera de Stravinski y otras obras destacadas como Petrushka, Daphnis et Chloé de Ravel y Jeux de Debussy. A partir de entonces, dirigió orquestas en todo el mundo durante más de medio siglo.
De 1917 a 1919, Monteux fue el director principal del repertorio francés en la Metropolitan Opera de Nueva York. Dirigió la Orquesta Sinfónica de Boston (1919–24), la Orquesta Concertgebouw de Ámsterdam (1924–34), la Orquesta Sinfónica de París (1929–38) y la Sinfónica de San Francisco (1936–52). En 1961, a los ochenta y seis años, aceptó la dirección de la Orquesta Sinfónica de Londres, cargo que ocupó hasta su muerte tres años después. Aunque conocido por sus interpretaciones del repertorio francés, su principal afición era la música de los compositores alemanes, sobre todo Brahms. No le gustaba grabar, ya que lo encontraba incompatible con la espontaneidad, pero, sin embargo, hizo un número considerable de discos.
Monteux era muy conocido como profesor. En 1932 comenzó con una clase de dirección en París, que convirtió en una escuela de verano que luego se trasladó a su casa de verano en Les Baux, en el sur de Francia. Después de mudarse permanentemente a los Estados Unidos en 1942 y obtener la ciudadanía estadounidense, fundó una escuela para directores y músicos orquestales en Hancock, Maine. Entre sus alumnos en Francia y Estados Unidos que alcanzaron la fama internacional se encontraban Lorin Maazel, Ígor Markévitch, Neville Marriner, Seiji Ozawa, André Previn y David Zinman. La escuela en Hancock ha continuado desde la muerte de Monteux.

## Primeros años

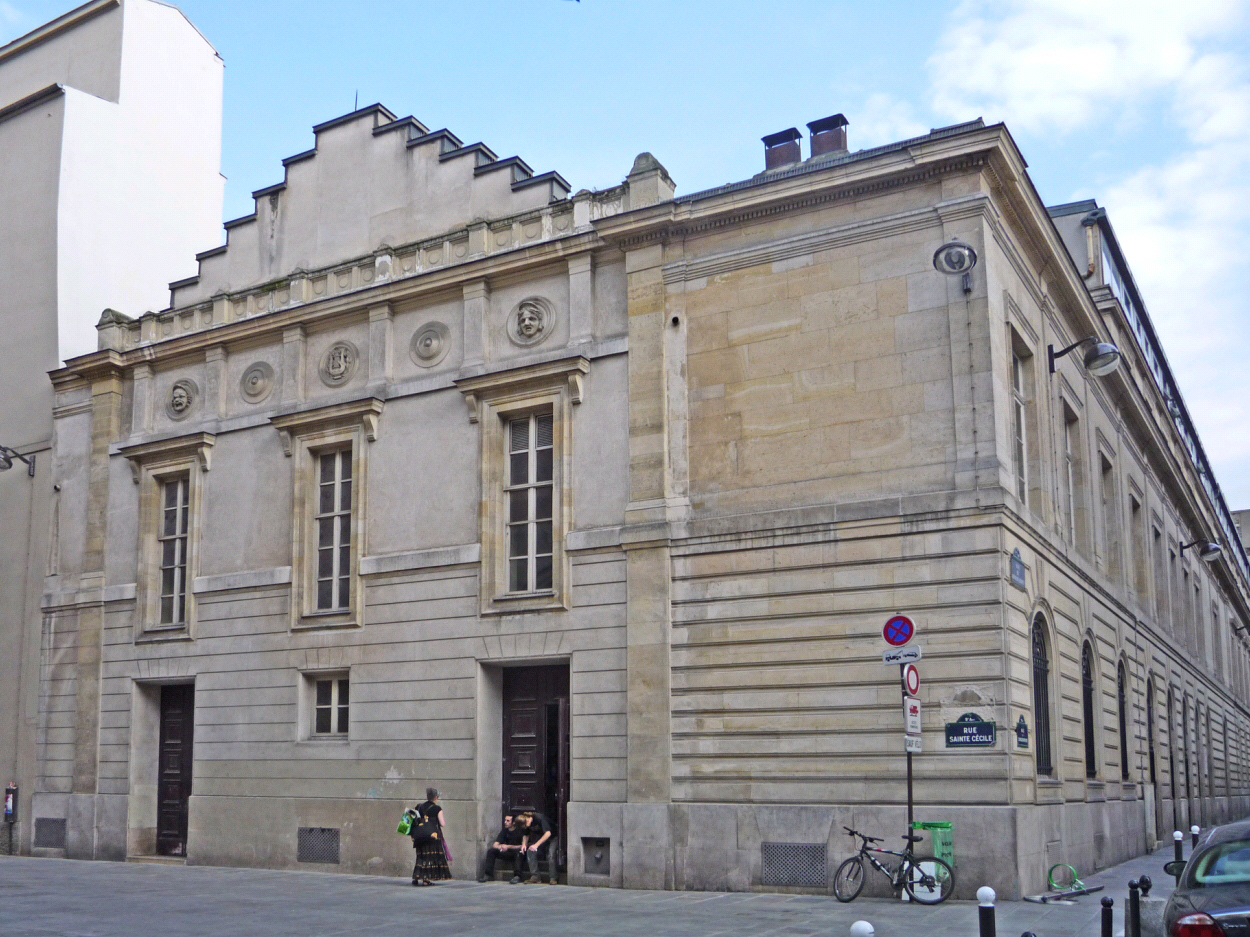
El edificio que albergó el Conservatorio de París en la época de estudiante de Monteux (fotografía del)

Pierre Monteux nació en París, el quinto de seis hijos de Gustave Élie Monteux, vendedor de zapatos, y su esposa Clémence Rebecca, de soltera Brisac. La familia Monteux era descendiente de judíos sefardíes que se establecieron en el sur de Francia. Los antepasados de Monteux incluyeron al menos un rabino, pero Gustave Monteux y su familia no eran religiosos. Entre los hermanos de Monteux estaban Henri, que se convirtió en actor, y Paul, que se convirtió en director de música ligera con el nombre de Paul Monteux-Brisac. Gustave Monteux no era músico, pero su esposa se graduó en el Conservatorio de Música de Marsella y dio lecciones de piano. Pierre tomó lecciones de violín desde los seis años.

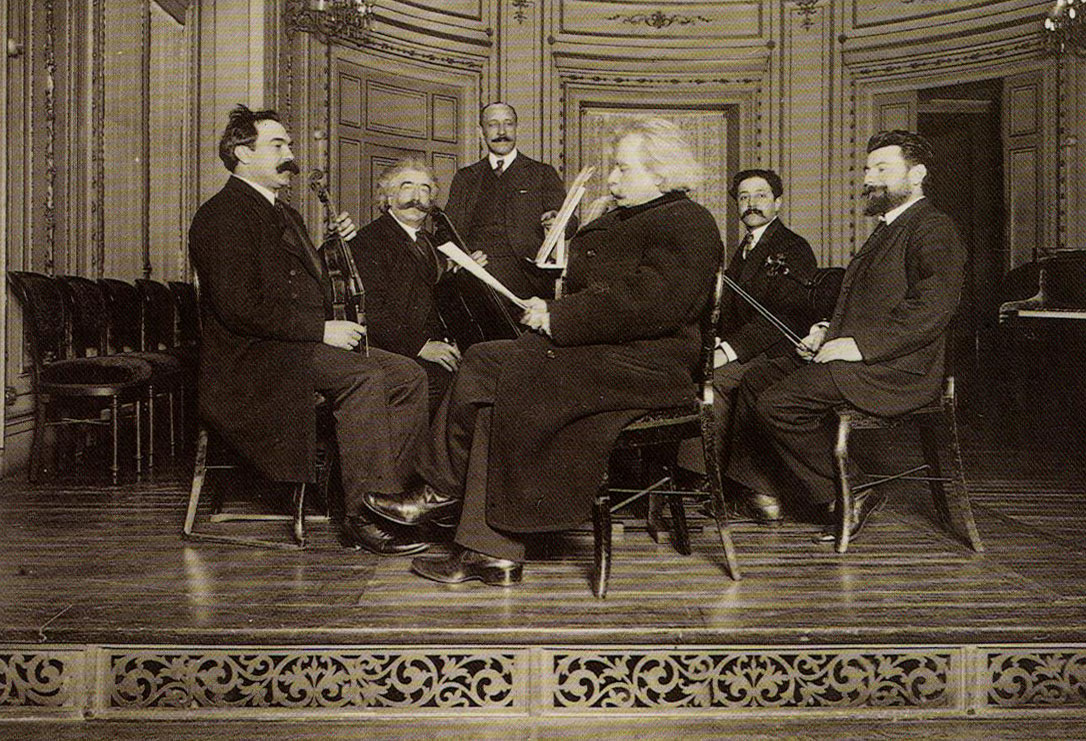
Monteux como viola en un cuarteto (segundo desde la derecha), con Johannes Wolff, Joseph Hollmann y André Dulaurons, y con Gustave Lyon (Administrateur Délégué de Pleyel) detrás y Edvard Grieg al frente, Salle Pleyel, abril de 1903.

Cuando tenía nueve años, Monteux fue admitido en el Conservatorio de París. Estudió violín con Jules Garcin y Henri Berthelier, composición con Charles Lenepveu y armonía y teoría con Albert Lavignac. Sus compañeros de estudios de violín incluían a George Enescu, Carl Flesch, Fritz Kreisler y Jacques Thibaud. Entre los estudiantes de piano del Conservatorio se encontraba Alfred Cortot, con quien desarrolló una amistad de por vida. A la edad de doce años, Monteux organizó y dirigió una pequeña orquesta de alumnos del Conservatorio para acompañar a Cortot en las representaciones de conciertos en París y sus alrededores. Asistió al estreno mundial de la Sinfonía en re menor de César Franck en febrero de 1889. De 1889 a 1892, cuando todavía era estudiante, tocó en la orquesta del Folies Bergère; más tarde le dijo a George Gershwin que su sentido rítmico se formó durante la experiencia de tocar música de baile popular allí.
A los quince años, mientras continuaba sus estudios de violín, Monteux se decantó por la viola. Estudió en privado con Benjamin Godard, con quien actuó en el estreno del Septeto de Saint-Saëns, con el compositor al teclado. Monteux se unió al Cuarteto Geloso como violista; tocó muchos conciertos con ellos, incluida una interpretación del Segundo Cuarteto de Piano de Fauré con el compositor al piano. En otra ocasión fue violista en una actuación privada de un cuarteto de Brahms ante el compositor en Viena. Monteux recordó el comentario de Brahms: "Se necesitan franceses para tocar mi música correctamente. Todos los alemanes la tocan demasiado fuerte". Monteux siguió siendo miembro del Geloso Quartet hasta 1911. Con Johannes Wolff y Joseph Hollman también tocó música de cámara para Grieg. Años más tarde, a los setenta, Monteux fue suplente del Cuarteto de Budapest sin ensayo ni partitura; cuando Erik Smith le preguntó si podía recordar las partes de los diecisiete cuartetos de Beethoven, respondió: "Sabes, no puedo olvidarlos."
En 1893, cuando tenía dieciocho años, Monteux se casó con una compañera de estudios, la pianista Victoria Barrière. Con ella tocó en público las sonatas completas para violín de Beethoven. Ninguna de las dos familias aprobó el matrimonio; aunque la familia Monteux no era religiosa, tanto ellos como los católicos Barrières dudaban sobre un matrimonio interreligioso; además, ambas familias pensaban que la pareja era demasiado joven para casarse.
Durante sus años de formación Monteux perteneció a un grupo que realizó una gira con la familia de músicos Casadesus y el pianista Alfredo Casella. El conjunto interpretó supuestas "piezas antiguas", supuestamente descubiertas en bibliotecas por uno u otro miembro de la familia Casadesus; Marius Casadesus reveló más tarde que él o su hermano Henri habían escrito la música. Siendo aún estudiante, en 1893 Monteux ganó el concurso para la cátedra de primera viola de los Conciertos Colonne, de los que se convirtió en director asistente y director de coro al año siguiente. Esto le dio un vínculo a través del fundador de la orquesta, Édouard Colonne, con Berlioz. Colonne había conocido a Berlioz y, a través de él, Monteux pudo marcar sus partituras con notas basadas en las intenciones del compositor. También trabajó como autónomo en la Opéra-Comique, donde continuó tocando de vez en cuando durante varios años; dirigió la sección de violas en el estreno de 1902 de Pelléas et Mélisande bajo la dirección de André Messager. En 1896 se graduó en el Conservatorio, compartiendo el primer premio de violín con Thibaud.

## Primeros puestos de dirección
La primera experiencia de alto perfil de Monteux como director se produjo en 1895, cuando apenas tenía 20 años. Fue miembro de la orquesta contratada para la interpretación del oratorio de Saint-Saëns La lyre et la harpe, que sería dirigida por el compositor. En el último minuto, Saint-Saëns consideró que el intérprete contratado para la importante y difícil parte del órgano era inadecuado y, como era un célebre organista virtuoso, decidió tocarlo él mismo. Preguntó a la orquesta si alguno de ellos podía asumir el cargo de director; hubo un coro de "¡Oui - Monteux!". Con gran temor, Monteux dirigió la orquesta y los solistas, incluido el compositor, leyó a primera vista la partitura y fue considerado un éxito.
La carrera musical de Monteux se vio interrumpida en 1896, cuando fue llamado al servicio militar. Como graduado del Conservatorio, una de las grandes écoles de Francia, se le pidió que sirviera solo diez meses en lugar de los tres años que generalmente se requerían. Más tarde se describió a sí mismo como "el soldado más lamentablemente inadecuado que jamás había visto la Infantería". Había heredado de su madre no sólo su talento musical, sino también su complexión baja y corpulenta y no estaba físicamente capacitado para ser soldado.
Al regresar a París después de la licencia, Monteux reanudó su carrera como violista. Hans Richter lo invitó a dirigir las violas en la orquesta del Festival de Bayreuth, pero Monteux no podía permitirse dejar su trabajo habitual en París. En diciembre de 1900 Monteux interpretó la parte de viola solista en Harold en Italia de Berlioz, rara vez escuchada en París en ese momento, con la Orquesta Colonne dirigida por Felix Mottl. En 1902 consiguió un puesto de director adjunto en el casino de Dieppe, una cita de temporada para los meses de verano que le puso en contacto con los principales músicos de las orquestas de París y solistas de renombre en vacaciones. En 1907 era director principal de Dieppe, a cargo de óperas y conciertos orquestales. Como director de orquesta, modeló su técnica en la de Arthur Nikisch, bajo cuya batuta había tocado y que era su director ideal.

## Ballets Rusos
Durante algún tiempo, el matrimonio de Monteux había estado bajo tensión, agravada por las frecuentes ausencias de su esposa en las giras de conciertos. La pareja se divorció en 1909 y Monteux se casó con una de sus antiguas alumnas, Germaine Benedictus, al año siguiente.

### Periodo 1910-1912
Monteux continuó tocando en los Conciertos Colonne durante la primera década del siglo. En 1910 Colonne murió y fue sucedido como director principal por Gabriel Pierné. Además de dirigir las violas, Monteux fue asistente de dirección, se encargó de los primeros ensayos y actuó como maestro de coro de las obras corales. En 1910, la orquesta fue contratada para tocar en una temporada de París ofrecida por la compañía de ballet de Sergei Diaghilev, los Ballets Russes. Monteux sustituyó a Pierné en el estreno mundial de El pájaro de fuego de Stravinski. En 1911, Diaghilev contrató a Nikolai Tcherepnin para que dirigiera el estreno de Petrushka de Stravinski. Monteux dirigió los ensayos preliminares antes de que llegara Tcherepnin y Stravinski quedó tan impresionado que insistió en que Monteux dirigiera el estreno.
Petrushka era parte de un proyecto triple, dirigido por Monteux. Las otras dos piezas fueron Le Spectre de la Rose y Scheherezade, una adaptación de la suite sinfónica del mismo nombre de Rimski-Kórsakov. Las tres obras fueron coreografiadas por Fokine. En años posteriores, Monteux desaprobó la apropiación de música sinfónica para ballets, pero hizo una excepción con Scheherazade y, como observa su biógrafo John Canarina, en esa etapa de su carrera sus opiniones sobre el tema tenían poco peso. Petrushka fue un éxito de público y de crítica, menos para los críticos conservadores más acérrimos.
Después de la temporada de París, Diaghilev nombró a Monteux director principal para una gira por Europa a finales de 1911 y principios de 1912. Comenzó con una temporada de cinco semanas en la Royal Opera House de Londres. Las crónicas de prensa se concentraron en los bailarines, entre los que se encontraban Anna Pavlova y las estrellas habituales de los Ballets Rusos, pero Monteux recibió algunas palabras de elogio. The Times comentó sobre la excelente concertación que obtuvo de los músicos, además de "incertidumbres ocasionales en los cambios de ritmo".
Después de su temporada en Londres, la compañía actuó en Viena, Budapest, Praga y Berlín. La gira fue un éxito, artística y financieramente, pero no estuvo exenta de incidentes adversos. Una visita planificada a San Petersburgo tuvo que cancelarse porque el teatro Narodny Dom se quemó, y en Viena la Filarmónica no estuvo a la altura de las dificultades de la partitura de Petrushka. La ilustre orquesta se rebeló en el ensayo de la primera actuación, negándose a tocar con Monteux; sólo una intervención de Diaghilev restauró el ensayo, al final del cual Monteux fue aplaudido y Stravinski recibió una ovación. En medio de la gira, Monteux fue convocado brevemente de regreso a París por los Conciertos Colonne, que tenía el derecho contractual de llamarlo para reemplazar a Pierné; su propio suplente, Désiré-Émile Inghelbrecht, asumió temporalmente el cargo musical de los Ballets Rusos.
En mayo de 1912, la compañía de Diaghilev regresó a París. Monteux fue el director de las dos obras destacadas de la temporada, la versión para ballet de Vaslav Nijinsky del Prélude à l'après-midi d'un faune de Debussy, realizada con la aprobación del compositor, [39] y Daphnis et Chloé de Fokine con una partitura encargada a Ravel. Monteux recordó más tarde: "Debussy estaba detrás de mí cuando tocamos el Preludio a la siesta de un fauno porque no quería que se cambiara nada en su partitura debido al baile. Y cuando llegamos a un forte, dijo 'Monteux, eso es un forte, tocar fuerte'. No quería nada brillante. Y quería todo exactamente a tiempo".

### Periodo 1913-1914
En febrero y marzo de 1913 los Ballets Russes presentaron otra temporada londinense. Como en 1911, la orquesta local contratada fue la Orquesta Sinfónica de Londres de Thomas Beecham. El fundador de la orquesta, Thomas Beecham, compartió la dirección con Monteux. A finales de febrero, Beecham tuvo que hacerse cargo de Petrushka cuando Monteux se apresuró a viajar a París durante cuatro días para estar con su esposa en el nacimiento de su hija, Denise.

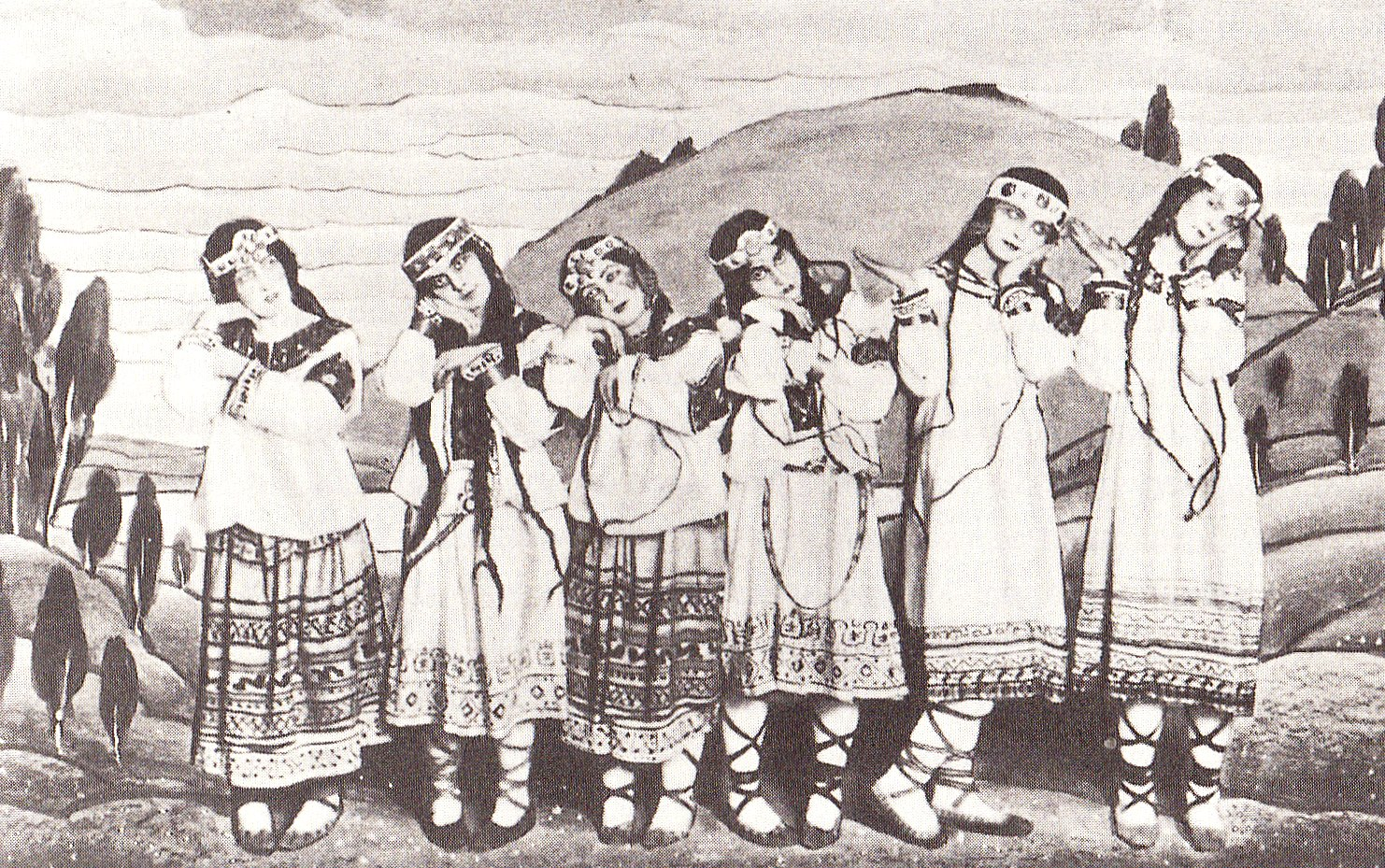
Bailarinas con los trajes de Nikolai Roerich para La consagración de la primavera

Durante la temporada de 1913 de los Ballets Russes en París, Monteux realizó dos estrenos más. El primero fue Jeux, con música de Debussy y coreografía de Nijinsky. La coreografía no gustó; Monteux la consideró "estúpida", mientras que Debussy sintió que "la coreografía cruel y bárbara de Nijinsky ... pisoteó mis pobres ritmos como tantas malas hierbas". El segundo trabajo nuevo fue La consagración de la primavera de Stravinski, bajo el título francés, Le sacre du printemps. Monteux se había horrorizado cuando Stravinski tocó por primera vez la partitura en el piano:
"Decidí en ese momento que las sinfonías de Beethoven y Brahms eran la única música para mí, no la música de este ruso loco. ... Mi único deseo era huir de esa habitación y encontrar un rincón tranquilo en el que descansar mi cabeza dolorida. Entonces [Diaghilev] se volvió hacia mí y con una sonrisa dijo: "Esta es una obra maestra, Monteux, que revolucionará por completo la música y te hará famoso, porque tú la vas a dirigir". Y, por supuesto, lo hice."
A pesar de su reacción inicial, Monteux trabajó con Stravinski, dando consejos prácticos para ayudar al compositor a lograr el equilibrio orquestal y los efectos que buscaba. Juntos trabajaron en la partitura de marzo a mayo de 1913, y para lograr que la orquesta del Teatro de los Campos Elíseos hiciera frente a la música difícil y desconocida, Monteux celebró diecisiete ensayos, un número inusualmente elevado. La actitud real de Monteux hacia la partitura no está clara. En su vejez le dijo a un biógrafo: "No me gustaba La consagración entonces. La he dirigido cincuenta veces desde entonces. No me gusta ahora". Sin embargo, le dijo a su esposa en 1963 que " ahora tiene cincuenta años, y no creo que haya envejecido en absoluto. Tuve el placer de celebrar el cincuentenario de La consagración esta primavera ".
El ensayo general, con Debussy, Ravel, otros músicos y críticos entre los presentes, transcurrió sin incidentes. Sin embargo, la noche siguiente el estreno provocó algo parecido a un tumulto, con fuertes insultos verbales, contragritos de los simpatizantes y estallidos de puñetazos. Monteux siguió adelante, continuando dirigiendo la orquesta a pesar de la confusión detrás de él. Stravinski escribió: "La imagen de la espalda de Monteux es más vívida en mi mente hoy que la imagen del escenario. Se quedó allí aparentemente tan insensible como un cocodrilo. Todavía me parece increíble que realmente haya llevado a la orquesta hasta el final." La amplia cobertura de prensa del incidente convirtió a Monteux "a los treinta y ocho años en un director de orquesta verdaderamente famoso". La compañía presentó La consagración durante su temporada en Londres unas semanas más tarde. El diario Times informó que, aunque hubo "algo así como una recepción hostil" en la primera actuación en Londres, la representación final de la temporada "fue recibida sin apenas una señal de oposición". Antes de las representaciones de Londres de 1913, Monteux desafió la autoridad de Diaghilev declarando que él, y no el empresario, era el representante del compositor en asuntos relacionados con La consagración de la primavera.
Monteux creía que la mayor parte de la ira provocada por el trabajo no se debía a la música sino a la coreografía de Nijinsky, descrita por Stravinski como "Lolitas de rodillas y pelo largo saltando arriba y abajo". Con el consentimiento del compositor, Monteux la presentó en concierto en París en abril de 1914. Saint-Saëns, que estaba presente, declaró loco a Stravinski y se marchó furioso, pero estaba casi solo en su aversión. Al final, Stravinski fue sacado del teatro a hombros después de lo que describió como "la representación más hermosa que he tenido de La consagración de la primavera". Esa actuación formó parte de un ciclo de "Conciertos Monteux", presentado entre febrero y abril de 1914, en el que Monteux dirigió a la orquesta del Théâtre des Champs-Élysées en una amplia gama de obras sinfónicas y concertantes, incluido el estreno en concierto de la versión de Valses nobles y sentimentales de Ravel. Su último compromiso notable antes del estallido de la guerra fue como director del estreno de la ópera El ruiseñor de Stravinski en el Palais Garnier.
Los estrenos de Petrushka (1911) y La consagración de la primavera (1913) de Ígor Stravinski así como la de Jeux de Claude Debussy y Daphnis et Chloé de Maurice Ravel establecieron el curso de su carrera, y por el resto de su vida fue destacado particularmente por su interpretación de música rusa y francesa.

## El Met y Boston
Después del estallido de la Primera Guerra Mundial, Monteux fue nuevamente llamado a filas en el ejército, sirviendo como soldado raso en el 35º Regimiento, con el que entró en acción en las trincheras de Verdún, Soissons y Argonne. Más tarde describió gran parte de este período como lleno de "inmundicia y aburrimiento", aunque formó una banda de scratch para distraer a sus compañeros soldados. Después de poco más de dos años en el servicio activo, fue liberado de sus deberes militares después de que Diaghilev convenciera al gobierno francés y eligiera a Monteux para dirigir a los Ballets Russes en una gira por América del Norte. La gira abarcó cincuenta y cuatro ciudades de Estados Unidos y Canadá. En Nueva York, en 1916, Monteux se negó a dirigir el nuevo ballet de Nijinsky, Till Eulenspiegel, ya que la música era de un alemán, Richard Strauss, por lo que se tuvo que contratar otro director para esas actuaciones. Al final de la gira, a Monteux se le ofreció un contrato de tres años para dirigir el repertorio francés en la Metropolitan Opera de Nueva York, y recibió el permiso del gobierno francés para permanecer en los Estados Unidos.
En el Met Monteux dirigió obras francesas conocidas como Fausto, Carmen y Sansón y Dalila, con cantantes como Enrico Caruso, Geraldine Farrar, Louise Homer y Giovanni Martinelli. De su primera aparición, The New York Times dijo: "El Sr. Monteux dirigió con habilidad y autoridad. Dejó evidente que tenía un amplio conocimiento de la partitura y el control de la orquesta, un ritmo inconfundiblemente preciso, un gran sentido de los valores dramáticos." Monteux dirigió los estrenos estadounidenses de El gallo de oro de Rimski-Kórsakov, y Mârouf, savetier du Caire de Henri Rabaud. El estreno estadounidense de Petrushka, en una nueva producción de Adolph Bolm y protagonizada por él, fue en un inusual doble cartel de ópera-ballet con La traviata. Las actuaciones de Monteux fueron bien recibidas, pero, aunque más tarde regresó al Met como invitado, la ópera no ocupó un lugar preponderante en su carrera. Dijo: "Me encanta dirigir ópera. El único problema es que detesto la atmósfera del teatro de ópera, donde muy a menudo la música es la menor de las consideraciones, desde la puesta en escena hasta los temperamentos de los cantantes principales". Tampoco se sintió atraído por otros compromisos como director de ballet, ya que indicó que "presenta problemas especiales para encajar los bailes y los bailarines, la mayoría de los cuales, lamento decirlo, parecen tener la apreciación musical limitada a la capacidad de contar ritmos." No obstante, de vez en cuando dirigía actuaciones de ballet, e incluso en sus conciertos de las partituras de ballet que había dirigido para Diaghilev, dijo que siempre tenía a los bailarines en su mente.

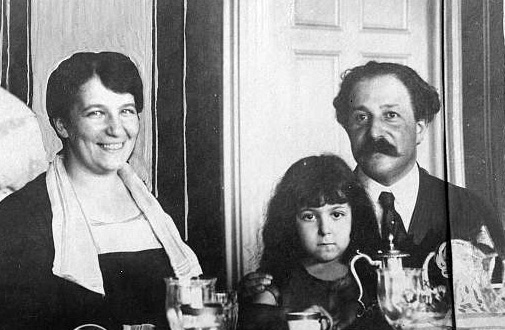
Germaine, Denise y Pierre Monteux, hacia 1919

En 1919, Monteux fue nombrado director principal de la Orquesta Sinfónica de Boston. La orquesta atravesaba momentos difíciles; su director, Karl Muck, había sido obligado por la agitación antialemana a dimitir en 1917. Sir Henry Wood rechazó el puesto y, a pesar de las especulaciones de la prensa, ni Serguéi Rajmáninov ni Arturo Toscanini fueron nombrados. Al menos veinticuatro músicos de ascendencia alemana se habían visto obligados a abandonar junto con Muck, y la moral orquestal era baja. Poco antes de que Monteux asumiera la dirección, murió el autocrático fundador y propietario de la orquesta, Henry Lee Higginson. Se había resistido firmemente a la sindicalización y, tras su muerte, una minoría sustancial de intérpretes reanudó la lucha por el reconocimiento sindical. Más de treinta músicos, incluidos dos importantes directores, dimitieron por el asunto. Monteux se dedicó a reconstruir la orquesta, audicionando a músicos con todo tipo de antecedentes musicales, algunos de los cuales no habían tocado música sinfónica antes. Al final de su primera temporada había restaurado la orquesta a algo que se acercaba a su cumplimiento normal. Entrenó a la orquesta a un alto nivel; según el crítico Neville Cardus, la maestría musical de Monteux "hizo de la Orquesta Sinfónica de Boston la más refinada y musical del mundo".
Monteux introdujo regularmente nuevas composiciones en Boston, a menudo obras de compositores estadounidenses, ingleses y franceses. Estaba orgulloso de la cantidad de novedades presentadas en sus años en Boston y expresó su satisfacción de que sus sucesores continuaran con la práctica. Se sintió consternado cuando se anunció que su contrato no sería renovado después de 1924. La explicación oficial fue que la política de la orquesta siempre había sido nombrar directores por no más de cinco años. No está claro si esa fue realmente la razón. Una posibilidad sugerida es que el director elegido para reemplazarlo, Serguéi Kusevitski, fue considerado más carismático, con mayor atractivo de taquilla. Otra es que los miembros más primitivos de la sociedad de Boston desaprobaban la moral de Monteux: él y su segunda esposa se habían ido distanciando gradualmente y en 1924 él estaba viviendo con Doris Hodgkins, una divorciada estadounidense, y sus dos hijos. No pudieron casarse hasta 1928, cuando Germaine Monteux finalmente acordó divorciarse.

## Ámsterdam y París

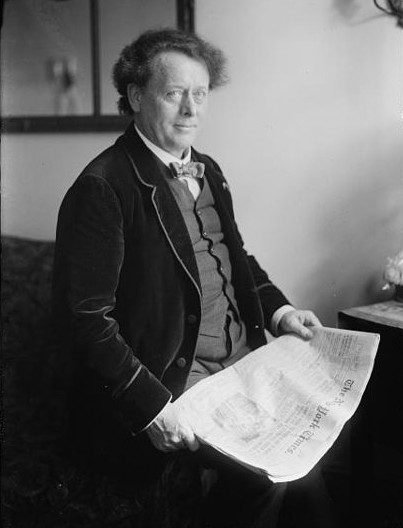
Willem Mengelberg, colega de Monteux en el Concertgebouw

En 1924, Monteux comenzó una asociación de diez años con la Orquesta Real del Concertgebouw de Ámsterdam, sirviendo como "primer director" ("eerste dirigent") junto a Willem Mengelberg, su director en jefe de larga trayectoria. Los dos músicos se querían y se respetaban mutuamente, a pesar de la diferencia en su enfoque de la creación musical: Monteux era escrupuloso en su adhesión a la partitura de un compositor y directo en sus interpretaciones, mientras que Mengelberg era bien conocido por sus interpretaciones virtuosas, a veces personales, y su actitud arrogante hacia el marcador ("Vamos a hacer algunos cambios", como lo citó un músico inglés). Su repertorio preferido se superponía en algunos de los clásicos, pero Mengelberg tenía sus propios favoritos, desde la Pasión según San Mateo de Bach hasta las sinfonías de Mahler, y estaba feliz de dejar a Debussy y Stravinski a Monteux. Donde sus elecciones coincidieron, como en Beethoven, Brahms y Richard Strauss, Mengelberg fue generoso al darle a Monteux al menos su parte justa de ellos.
Mientras estuvo en Ámsterdam, Monteux dirigió una serie de óperas, incluyendo Pelléas et Mélisande (su estreno en Holanda), Carmen, Les Contes d'Hoffmann, un proyecto doble de Lully y Ravel de Acis et Galatée y La hora española, Iphigénie en Tauride de Gluck (también llevado a la Ópera de París) y Falstaff de Verdi. Toscanini había sido invitado a dirigir el último de estos títulos, pero les dijo a los promotores que Monteux era su colega más querido y el mejor director de Falstaff.
Durante los primeros ocho años de su asociación con el Concertgebouw, Monteux dirigió entre cincuenta y sesenta conciertos cada temporada. En sus dos últimos años con la orquesta, a otros directores, en particular al joven holandés Eduard van Beinum, se les asignaron conciertos que antes le habrían dado a Monteux, quien se retiró amigablemente de su puesto en Ámsterdam en 1934. Regresó muchas veces como director invitado.

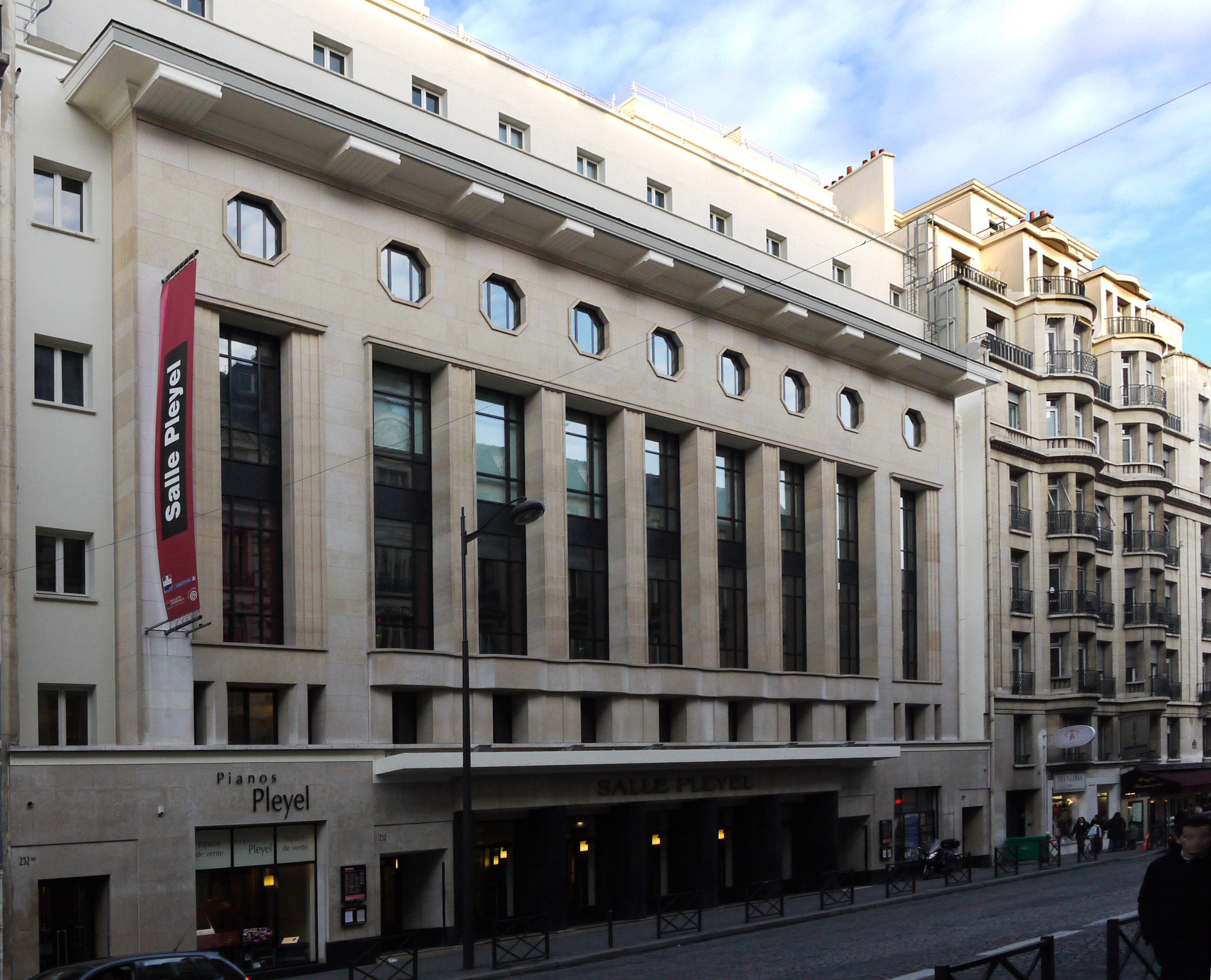
Salle Pleyel, base de la Orquesta Sinfónica de París

Además de su trabajo con la Concertgebouw Orchestra, desde 1929 Monteux dirigió la Orchestre Symphonique de Paris (OSP), fundada el año anterior. La escena orquestal en París en la década de 1920 se había visto afectada negativamente por el sistema de "suplentes", según el cual cualquier músico orquestal contratado tenía la libertad, si disponía de un mejor compromiso, de enviar a un suplente a un ensayo o incluso a un concierto. En la mayoría de las otras ciudades importantes de Europa y América, esta práctica nunca había existido o había sido erradicada. Junto a las orquestas de ópera, otras cuatro orquestas de París competían por los músicos. En 1928, la mecenas de las artes, la Princesa de Polignac, se combinó con la diseñadora de moda Coco Chanel para proponer una nueva orquesta, lo suficientemente bien pagada para evitar que sus intérpretes asumieran compromisos contradictorios. Con el respaldo financiero asegurado, nombraron un triunvirato de músicos - Cortot, Ernest Ansermet y Louis Fourestier - para montar el OSP. Al año siguiente, Cortot invitó a Monteux a convertirse en director artístico y director principal de la orquesta. Ansermet, su director musical inicial, no estaba contento de ser suplantado por un director del que, según los informes, estaba "furiosamente celoso", pero el compositor Darius Milhaud comentó que la orquesta tocaba mucho mejor con Monteux "desde que se envió a Ansermet de regreso a sus pastos suizos".
Monteux consideró a la OSP como una de las mejores con las que trabajó. La dirigió hasta 1938, estrenando muchas obras, incluida la Tercera Sinfonía de Prokófiev en 1929. La generosa financiación de la orquesta en los primeros años permitió amplios ensayos y una programación aventurera, presentando música contemporánea y las obras menos conocidas de compositores anteriores, así como el repertorio clásico. En su primera temporada, Monteux dirigió un concierto exclusivamente de Stravinski, que consistió en la suite de El pájaro de fuego y actuaciones completas de Petrushka y La consagración de la primavera. La orquesta realizó giras por Europa en 1930 y 1931, recibiendo entusiastas recepciones en los Países Bajos y Alemania. En Berlín, el público no pudo contener sus aplausos hasta el final de la Sinfonía fantástica, y en palabras de Monteux "enloqueció" después del movimiento lento, la "Scène aux champs". Aprobó los aplausos espontáneos, a diferencia de Artur Schnabel, Sir Henry Wood y Leopold Stokowski, quienes hicieron todo lo posible para acabar con la práctica de aplaudir entre movimientos.
Después de 1931, la OSP sufrió los efectos de la Gran Depresión; gran parte de su financiación cesó y la orquesta se transformó en una cooperativa, juntando los magros beneficios que obtenía. Para darles a los músicos un trabajo extra, Monteux inició una serie de clases de dirección en 1932. A partir de 1936 impartió las clases en su casa de verano en Les Baux en Provenza.

## San Francisco y la escuela Monteux de dirección
Monteux dirigió por primera vez a la Orquesta Sinfónica de San Francisco (SFSO) en 1931, y en 1935, a la edad de 60 años, se le ofreció la dirección principal. Dudaba de aceptar, tanto por motivos personales como profesionales. No quería dejar la OSP, su esposa no quería vivir en la costa oeste de Estados Unidos y la orquesta tenía tan pocos fondos que se había visto obligada a cancelar una temporada completa en 1934. Como la mayoría de las orquestas, la SFSO se había visto gravemente afectada económicamente por la depresión y sufrió la dificultad adicional de que muchos de sus ex intérpretes la habían dejado para buscar trabajos mejor pagados en los estudios de Hollywood. Ese problema se vio agravado por la insistencia del Sindicato de Músicos de que solo se podían contratar músicos locales. No obstante, Monteux aceptó el nombramiento. La temporada de conciertos de la SFSO nunca fue de más de cinco meses al año, lo que le permitió continuar trabajando con la OSP, y le permitió dirigir el concierto inaugural de la Orquesta Sinfónica de la NBC el 13 de noviembre de 1937. En The New York Times, Olin Downes escribió que la nueva orquesta era "de muy alto rango" y que la transmisión del concierto había mostrado a Monteux "en el apogeo de sus poderes".
El Times dijo del tiempo de Monteux en San Francisco que tuvo "un efecto incalculable en la cultura musical estadounidense" y le dio "la oportunidad de expandir su ya sustancial repertorio, y mediante procesos graduales y naturales para profundizar su comprensión de su arte". Monteux programaba constantemente música nueva o reciente. Por lo general, evitó, como lo hizo a lo largo de su carrera, las obras atonales o seriadas, pero su elección de obras modernas provocó, no obstante, quejas ocasionales de los miembros de mentalidad conservadora de la audiencia de San Francisco. Entre los directores invitados de la SFSO durante los años de Monteux se encontraban John Barbirolli, Beecham, Otto Klemperer, Stokowski y Stravinski. Los solistas incluían a los pianistas George Gershwin, Rajmáninov, Arthur Rubinstein y Schnabel, los violinistas Jascha Heifetz, Yehudi Menuhin y el joven Isaac Stern y cantantes como Kirsten Flagstad y Alexander Kipnis. Casi todas sus diecisiete temporadas en San Francisco concluyeron con la Novena Sinfonía de Beethoven. Las grabaciones de estudio SFSO de Monteux se realizaron principalmente en la acústica cavernosa del War Memorial Opera House (sin audiencia) con la música transmitida por cables telefónicos a un estudio de Los Ángeles y grabada allí. Confinado en los Estados Unidos durante los años de la Segunda Guerra Mundial, en 1942 Monteux tomó la ciudadanía estadounidense.
Monteux deseaba continuar su trabajo ayudando a los directores jóvenes: "La dirección no es suficiente. Debo crear algo. No soy un compositor, así que crearé buenos músicos jóvenes". Además de sus clases en París y Les Baux en la década de 1930 había dado clases particulares a Ígor Markévitch. Sus alumnos privados posteriores incluyeron a André Previn, Seiji Ozawa, José Serebrier y Robert Shaw. Previn lo llamó "el hombre más amable y sabio que puedo recordar, y no había nada acerca de la dirección que no conociera". Después de una actuación dirigida por Previn, Monteux le dijo: "¿Crees que la orquesta está tocando bien? ... Yo también. La próxima vez no interfieras con ellos". Previn dijo que nunca olvidó este consejo. La empresa más conocida de Monteux como maestro fue la Escuela Pierre Monteux para directores y músicos orquestales, que se celebró todos los veranos en su casa de Hancock, Maine, desde 1943 en adelante. Los alumnos de la escuela incluyen a Leon Fleisher, Erich Kunzel, Lorin Maazel, Neville Marriner, Hugh Wolff y David Zinman. Otros alumnos de Monteux incluyeron a John Canarina, cuya biografía de 2003 fue el primer estudio completo del director, Charles Bruck, uno de los primeros alumnos de Monteux en París, que se convirtió en director musical de la escuela de Hancock después de la muerte de Monteux, y Emanuel Leplin.

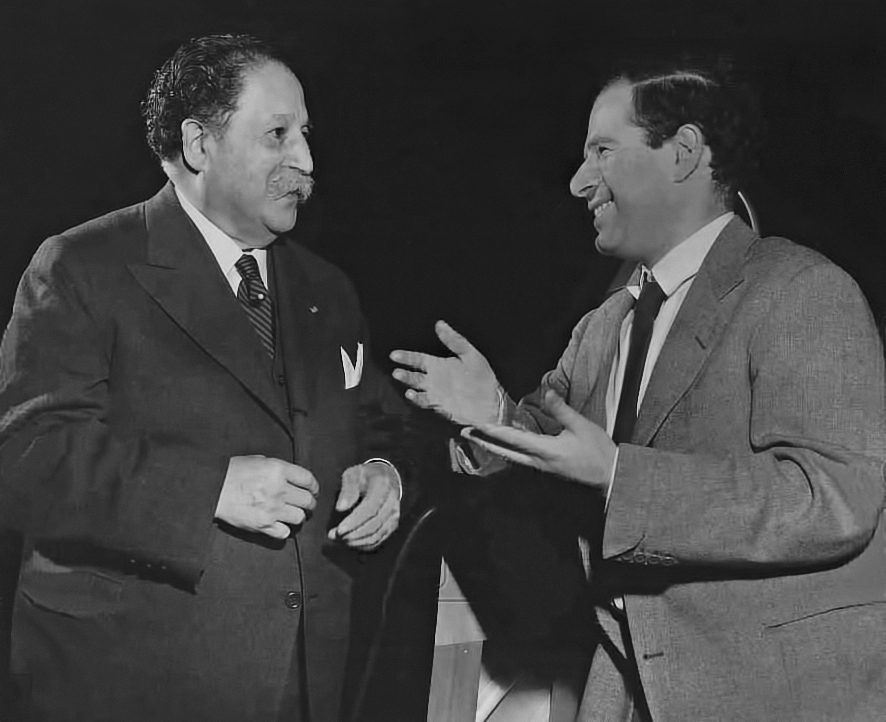
Monteux con el director de escena Peter Brook en el Metropolitan Opera en 1953

Monteux apareció como director invitado con muchas orquestas y comentó en 1955 al respecto: "Lamento que no tengan orquestas sinfónicas en todo el mundo para poder ver Birmania y Samarcanda". Su sucesor en la Orquesta Sinfónica de Boston, Serge Koussevitzky, invitó a muchos directores durante sus veinticinco años a cargo; pero Monteux nunca estuvo entre ellos, probablemente, en opinión de Canarina, debido a los celos de Koussevitzky. En 1949 Koussevitzky fue sucedido por Charles Munch, cuya carrera inicial había sido impulsada por una invitación de Monteux para dirigir la Orquesta Sinfónica de París en 1933. Munch invitó a Monteux a Boston como director invitado en la temporada de 1951. El compromiso fue recibido con entusiasmo por la crítica y el público, y Munch invitó a Monteux a unirse a él el año siguiente para encabezar la primera gira europea de la orquesta. El punto culminante de la gira fue una actuación bajo Monteux de La consagración de la primavera en el Teatro de los Campos Elíseos, en presencia del compositor. Monteux regresó anualmente a Boston todos los años hasta su muerte.
En 1952 Monteux sintió que debía dejar la SFSO. Tenía dos razones principales: creía que un director no debería permanecer en un puesto por mucho tiempo y deseaba tener la libertad de aceptar más invitaciones para aparecer con otras orquestas. Renunció a la SFSO al final de la temporada de 1952. Reapareció brevemente en el podio de la War Memorial Opera House como codirector de la gira estadounidense de costa a costa de la Orquesta Sinfónica de Boston, por invitación de Munch. Casi todos los miembros de la SFSO estaban en la audiencia y se unieron a la ovación dada a su exjefe.
Después de una ausencia de treinta y cuatro años, Monteux fue invitado a dirigir en la Ópera Metropolitana de Nueva York en 1953. La ópera elegida fue Fausto, que había dirigido en su debut en la casa en 1917. La producción tuvo lo que Canarina llama "un elenco estelar" encabezado por Jussi Björling, Victoria de los Ángeles, Nicola Rossi-Lemeni y Robert Merrill, pero los críticos, incluidos Virgil Thomson e Irving Kolodin, reservaron sus mayores elogios para la dirección de Monteux. Entre 1953 y 1956 Monteux regresó al Met para dirigir Pelléas et Mélisande, Carmen, Manon, Orfeo ed Euridice, Los cuentos de Hoffmann y Samson et Dalila. El Met en ese momento encasillaba a los directores según su nacionalidad, y, como francés, a Monteux no se le ofrecían óperas italianas. Cuando se rechazó su solicitud de dirigir La traviata en la temporada 1956-57, rompió sus lazos con la casa.

## Londres
Desde su primera visita a Londres con los Ballets Russes en 1911, Monteux había tenido una "historia de amor con Londres y con los músicos británicos". Había dirigido para la incipiente BBC en un concierto orquestal en Covent Garden en 1924, donde dirigió la primera actuación pública de la BBC Wireless Orchestra, y para la Royal Philharmonic Society en el Queen's Hall en la década de 1920 y 1930. En 1932 fue uno de los cuatro directores que se hizo cargo de la Orquesta Hallé en Mánchester en ausencia de su director principal; los otros tres suplentes fueron Sir Edward Elgar, Beecham y el joven Barbirolli. Los intérpretes de Hallé quedaron inmensamente impresionados con Monteux y dijeron que su técnica orquestal y su conocimiento superaban fácilmente a los de la mayoría de los demás directores. En 1951 dirigió la Orquesta Sinfónica de la BBC en un concierto de Mozart, Beethoven y Bartók en el nuevo Royal Festival Hall, e hizo más apariciones con orquestas de Londres durante el resto de la década de 1950. 
En junio de 1958, Monteux dirigió a la Orquesta Sinfónica de Londres (LSO) en tres conciertos, descritos por el historiador de la orquesta Richard Morrison como "una sensación entre los músicos, la prensa y el público por igual". El primer concierto incluyó las Variaciones 'Enigma' de Elgar, en el que Cardus juzgó que Monteux era más fiel a la concepción de Elgar que los directores ingleses en general. Cardus agregó: "Después de la interpretación de las Variaciones 'Enigma', la gran audiencia vitoreó y aplaudió a Monteux durante varios minutos. Este aplauso, además, estalló justo antes del intervalo. Por lo general, el público inglés no está inclinado a perder el tiempo aplaudiendo antes o durante un intervalo: normalmente tienen otras cosas que hacer". Monteux consideraba a los asistentes a conciertos británicos "los más atentos del mundo" y a los críticos de música británicos "los más inteligentes". Sin embargo, una desventaja de dirigir una orquesta de Londres era tener que actuar en el Festival Hall, del que compartía con Beecham y otros directores una intensa aversión: "desde la tribuna del director es imposible escuchar los violines".
Las actuaciones posteriores de Monteux en Londres no fueron solo con la LSO. En 1960 dirigió la Royal Philharmonic Orchestra de Beecham interpretando obras de Beethoven, Debussy e Hindemith. La LSO le ofreció el puesto de director principal en 1961, cuando tenía ochenta y seis años y aceptó, con la condición de tener contrato por veinticinco años, con opción de renovación. Su amplio y variado repertorio se mostró en sus conciertos de LSO. Además del repertorio francés con el que, para su ocasional irritación, estaba generalmente asociado, programó a Mozart, Beethoven, Brahms y Wagner, así como a compositores posteriores como Granados, Schoenberg, Scriabin, Shostakovich, Sibelius, Richard Strauss y Vaughan Williams. Con la LSO, Monteux ofreció una representación del cincuentenario de La consagración de la primavera en el Royal Albert Hall en presencia del compositor. Aunque la grabación de la ocasión revela algunos lapsus de conjunto y ritmos flojos, fue un concierto intenso y emotivo, y Monteux subió al palco de Stravinski para abrazarlo al final. Los músicos creían que en sus pocos años a cargo transformó la LSO; Neville Marriner sintió que "los hizo sentir como una orquesta internacional ... Les dio horizontes extendidos y en algunos de sus logros con la orquesta, tanto en casa como en el extranjero, les dio una constitución bastante diferente".

## Últimos años
Aunque Monteux conservó su vitalidad hasta el final de su vida, en sus últimos años sufrió derrumbes ocasionales. En 1962 se desmayó durante una interpretación de la Quinta Sinfonía de Beethoven. En 1963 volvió a colapsar tras recibir la Medalla de Oro de la Royal Philharmonic Society, el mayor honor musical de Gran Bretaña. Monteux sufrió otro colapso al año siguiente, y David Zinman y Lorin Maazel lo sustituyeron en el Festival Hall.
En abril de 1964 Monteux dirigió su último concierto, que fue en Milán con la orquesta de la Radiotelevisione italiana. El programa consistió en la obertura de El holandés errante, el Doble Concierto de Brahms y la Sinfonía fantástica de Berlioz. Los planes no realizados incluyeron su debut en The Proms, y su concierto de 90 cumpleaños, en el que tenía la intención de anunciar su retiro. En junio de 1964, Monteux sufrió tres derrames cerebrales y una trombosis cerebral en su casa de Maine, donde falleció el 1 de julio a la edad de 89 años.
Pierre Monteux fue el padre del flautista y director de orquesta Claude Monteux.

## Estilo de dirección
El productor de discos John Culshaw describió a Monteux como "el más raro de los seres: un director amado por sus orquestas ... llamarlo leyenda sería subestimar el caso". Toscanini observó que Monteux tenía la mejor técnica de batuta que nunca había visto. Como Toscanini, Monteux insistió en el diseño orquestal tradicional con el primer y el segundo violín a la izquierda y derecha del director, creyendo que esto daba una mejor representación de los detalles de las cuerdas que agrupar todos los violines a la izquierda. Sobre la fidelidad a los compositores, el biógrafo de Monteux, John Canarina, lo ubica con Klemperer y por encima incluso de Toscanini, cuya reputación de estricta adherencia a la partitura era, en opinión de Canarina, menos justificada que la de Monteux.
   Nuestro trabajo principal es mantener unida a la orquesta y llevar a cabo las instrucciones del compositor, no ser modelos sartoriales, hacer desmayar a las viudas o distraer al público con nuestra "interpretación".
Pierre Monteux
Según el esbozo biográfico del Grove Dictionary of Music and Musicians, Monteux "nunca fue un director ostentoso ... preparó su orquesta en ensayos a menudo arduos y luego utilizó pequeños pero decisivos gestos para obtener una interpretación de textura fina, cuidadosa de detalle y poderosa energía rítmica, conservando hasta el final su extraordinaria comprensión de la estructura musical y un oído impecable para la calidad del sonido." Monteux era extremadamente económico en palabras y gestos y esperaba una respuesta a su movimiento más pequeño. El productor discográfico Erik Smith recordó los ensayos de Monteux con la Filarmónica de Viena para la Sinfonía Pastoral de Beethoven y la Segunda de Brahms, "aunque no podía hablar con la orquesta en alemán, transformó su interpretación de una toma a la siguiente".
La importancia del ensayo para Monteux se demostró cuando, en 1923, Diaghilev le pidió que dirigiera Les noces de Stravinski sin ensayo, ya que el compositor ya habría dirigido la primera actuación. Monteux le dijo al empresario: "Stravinski puede hacer lo que le plazca, pero yo tengo que hacer lo que el compositor ha escrito". el crítico musical de The Nation, B. H. Haggin, aunque admitía que Monteux era considerado en general como uno de los gigantes de la dirección, escribió sobre su "mediocridad musical demostrada repetidamente". Pero otros críticos estadounidenses han adoptado un punto de vista diferente. En 1957, Carleton Smith escribió: "Su enfoque de toda la música es el del maestro artesano ... Al verlo en el trabajo, modesto y tranquilo, es difícil darse cuenta de que es una atracción de taquilla más grande en el Metropolitan Opera House, que cualquier prima donna ... que es el único director invitado regularmente a hacerse cargo de las 'tres grandes' de Estados Unidos: las orquestas filarmónicas de Boston, Filadelfia y Nueva York". En su libro de 1967 The Great Conductors, Harold C. Schonberg escribió sobre Monteux, "Un director de orquesta internacional, un director admirado y amado en todo el mundo. La palabra 'amado' se usa deliberadamente". En otra parte, Schonberg escribió sobre la "pasión y carisma" de Monteux. Cuando se le pidió en una entrevista de radio que se describiera a sí mismo (como director) en una palabra, Monteux respondió: "Un maldito profesional".
A lo largo de su carrera, Monteux sufrió por ser considerado un especialista en música francesa. La música que más le importaba era la de los compositores alemanes, en particular la de Brahms, pero a menudo los promotores de conciertos y las compañías discográficas lo pasaban por alto. De las cuatro sinfonías de Brahms, las compañías discográficas lo invitaron a grabar solo una, la Segunda. Se han editado en CD grabaciones de sus actuaciones en directo de la Primera y la Tercera, pero la discografía de la biografía de Canarina no incluye ninguna grabación, en directo o en estudio, de la Cuarta. El crítico William Mann, junto con muchos otros, lo consideraba un director "supremamente autorizado" de Brahms, aunque Cardus no estaba de acuerdo: "En la música alemana, Monteux, naturalmente, perdió el peso armónico y el tempo correcto. Su ritmo, por ejemplo, era demasiado acentuado para, digamos, Brahms o Schumann". El crítico de Gramophone Jonathan Swain sostiene que ningún director sabía más que Monteux sobre las posibilidades expresivas en las cuerdas, afirmando que "el director que no toca un instrumento de cuerda simplemente no sabe cómo obtener los diferentes sonidos; y el arco tiene tanta importancia en la ejecución de cuerdas que tal vez hay 50 formas diferentes de producir la misma nota".

## Notables estrenos
- Stravinski, Petrushka, Ballets Russes, París, 13 de junio de 1911.
- Ravel, Daphnis et Chloé, Ballets Russes, París, 9 de junio de 1912.
- Debussy, Jeux, Ballets Russes, París, 15 de mayo de 1913.
- Stravinski, La consagración de la primavera, Ballets Russes, París, 29 de mayo de 1913.
- Stravinski, El Ruiseñor, París, 26 de mayo de 1914.

## Discografía
Artículo principal: Anexo: Discografía de Pierre Monteux
Su primera grabación fue como violista en "Plus blanche que la blanche hermine" de Les Huguenots de Meyerbeer en 1903 para Pathé con el tenor Albert Vaguet. Es posible que Monteux tocara en los 20 primeros cilindros de la Orquesta de Colonne grabados alrededor de 1906-07. Su debut discográfico como director fue la primera de sus cinco grabaciones de La consagración de la primavera, editada en 1929, con la OSP, que Canarina consideró interpretada con indiferencia; Canarina cree que las grabaciones de Monteux de música de Ravel y Berlioz realizadas en 1930 y 1931 fueron más impresionantes. Stravinski, que también grabó La consagración en 1929, estaba furioso porque Monteux había hecho una grabación rival; hizo comentarios mordaces en privado, y durante algún tiempo sus relaciones con Monteux se mantuvieron frías.
Monteux hizo muchas grabaciones a lo largo de su carrera, muchas de las cuales son muy admiradas. Él mismo confesó que no le gustaban, pues decía que perdían la espontaneidad de los conciertos en vivo. Entre sus grabaciones hay interpretaciones con la Sinfónica de San Francisco, realizadas por RCA Victor en la War Memorial Opera de San Francisco, entre 1941 y 1952. Durante apariciones como invitado con la orquesta en 1960, grabó obras de Richard Wagner y Richard Strauss en estéreo para RCA. También regresó a la Sinfónica de Boston para realizar una serie de grabaciones estéreo para RCA, entre ellas las tres últimas sinfonías de Chaikovski. En sus últimos años, grabó con la Sinfónica de Londres para Philips, entre ellas algunas muy buenas versiones de obras de Maurice Ravel.
Las últimas grabaciones de estudio de Monteux fueron con la Orquesta Sinfónica de Londres en obras de Ravel a finales de febrero de 1964. A lo largo de su carrera grabó obras de más de cincuenta compositores. En vida de Monteux era raro que las compañías discográficas emitieran grabaciones de conciertos en vivo, aunque él lo hubiera preferido, dijo, "si uno pudiera grabar en una toma en condiciones normales de sala de conciertos". Algunas presentaciones en vivo de Monteux dirigiendo la Metropolitan Opera, y entre otras las orquestas Sinfónica de San Francisco, Sinfónica de Boston, Sinfónica de la BBC y Sinfónica de Londres sobreviven junto con sus grabaciones de estudio, y algunas se han publicado en disco compacto. Se ha argumentado que estas revelan incluso más que sus grabaciones de estudio "un director a la vez apasionado, disciplinado y de buen gusto; que a veces era más vibrante que el Monteux grabado en estudio y, sin embargo, como ese director de estudio, un músico culto que posee un oído extraordinario para el equilibrio, un agudo sentido del estilo y una comprensión segura de la forma y la línea".
Muchas de las grabaciones de Monteux han permanecido en los catálogos durante décadas, en particular sus grabaciones de RCA Victor con las orquestas Sinfónica de Boston y Sinfónica de Chicago; Grabaciones de Decca con la Filarmónica de Viena; y grabaciones de Decca y Philips con la LSO. De Manon, una de sus pocas grabaciones de ópera, Alan Blyth en Opera on Record afirma que "Monteux tenía la música en la sangre y aquí la dispensa con autoridad y espíritu". Se le puede escuchar ensayando en el original. Hay ediciones en LP de la Sinfónica Heroica de Beethoven con la Concertgebouw Orchestra (Philips 835132 AY) y la Novena de Beethoven con la Sinfónica de Londres (Westminster, WST 234).
Las grabaciones de vídeo de Monteux son más escasas. Se le ve dirigiendo la obertura de El carnaval romano de Berlioz y la Octava Sinfonía de Beethoven con la Orquesta Sinfónica de Chicago, y el Aprendiz de brujo de Dukas con la Orquesta Sinfónica de Londres de una "manera humana honesta y profundamente satisfactoria".